# Segunda Categoría de Santo Domingo de los Tsáchilas 2018
El Campeonato Provincial de Segunda Categoría de Santo Domingo de los Tsáchilas 2018 fue un torneo de fútbol en Ecuador en el cual compitieron equipos de la Provincia de Santo Domingo de los Tsáchilas. El torneo fue organizado por la Asociación de Fútbol No Amateur de Santo Domingo de los Tsáchilas (AFNATSA) y avalado por la Federación Ecuatoriana de Fútbol. El torneo empezó el 5 de mayo de 2018 y finalizó el 15 de julio de 2018. Participaron 8 clubes de fútbol y entregó 2 cupos al Zonal de Ascenso de la Segunda Categoría 2018 por el ascenso a la Serie B.

## Sistema de campeonato
El sistema determinado por la Asociación de Fútbol No Amateur de Santo Domingo de los Tsáchilas fue el siguiente:
- Se jugó una etapa única con los 8 equipos establecidos, fue todos contra todos ida y vuelta (14 fechas), al final los equipos que terminaron en primer y segundo lugar clasificaron a los zonales  de Segunda Categoría 2018 como campeón y vicecampeón respectivamente.

## Equipos participantes
| Equipos participantes                             | Equipos participantes | Equipos participantes            |
| ------------------------------------------------- | --------------------- | -------------------------------- |
|                                                   |                       |                                  |
| Equipo                                            | Ciudad                | Estadio                          |
| Club Cultural y Deportivo Águilas                 | Santo Domingo         | Estadio Etho Vega                |
| Club Deportivo Colorados Jaipadida Sporting Club  | Santo Domingo         | Estadio Obando y Pacheco         |
| Club Deportivo Japan Auto                         | Santo Domingo         | Estadio Obando y Pacheco         |
| Club Deportivo Nacional                           | Santo Domingo         | Estadio Obando y Pacheco         |
| Club Deportivo Ramos y Ramos                      | Santo Domingo         | Estadio Obando y Pacheco         |
| Club Deportivo Especializado Formativo San Rafael | La Concordia          | Estadio Jorge Chiriboga Guerrero |
| Club Deportivo Talleres                           | Santo Domingo         | Estadio Obando y Pacheco         |
| Club Deportivo Santo Domingo                      | Santo Domingo         | Estadio Obando y Pacheco         |

## Equipos por Cantón
| Cantón        | N.º | Equipos                                                                                                 |
| ------------- | --- | --- |
| Santo Domingo | 7   | - Águilas - Talleres - Ramos y Ramos - Nacional - Japan Auto - Colorados S.C. - Deportivo Santo Domingo |
| La Concordia  | 1   | - San Rafael                                                                                            |

## Clasificación
| Pos. | Equipo                  | Pts. | PJ | G  | E | P  | GF | GC | Dif. |  |
| ---- | ----------------------- | ---- | -- | -- | - | -- | -- | -- | ---- |  |
| 1    | Águilas                 | 42   | 14 | 14 | 0 | 0  | 55 | 11 | +44  |  |
| 2    | Colorados S.C.          | 29   | 14 | 9  | 2 | 3  | 31 | 13 | +18  |  |
| 3    | San Rafael              | 28   | 14 | 8  | 4 | 2  | 36 | 12 | +24  |  |
| 4    | Deportivo Santo Domingo | 23   | 14 | 7  | 2 | 5  | 34 | 21 | +13  |  |
| 5    | Talleres                | 17   | 14 | 5  | 2 | 7  | 24 | 30 | −6   |  |
| 6    | Japan Auto              | 14   | 14 | 4  | 2 | 8  | 20 | 27 | −7   |  |
| 7    | Nacional                | 6    | 14 | 2  | 0 | 12 | 9  | 42 | −33  |  |
| 8    | Ramos y Ramos           | 3    | 14 | 1  | 0 | 13 | 12 | 65 | −53  |  |

Actualizado a los partidos jugados el 15 de julio de 2018.
 Fuente: Twitter: @FutbolTsachila FEF
Criterios de clasificación: 1) Puntos; 2) Diferencia de goles; 3) Goles marcados
|  | Campeón y clasificado a los zonales de Segunda Categoría 2018.     |
|  | Vicecampeón y clasificado a los zonales de Segunda Categoría 2018. |

## Evolución de la clasificación
| Equipo / Jornada        | 01 | 02 | 03 | 04 | 05 | 06 | 07 | 08 | 09 | 10 | 11 | 12 | 13 | 14 |
| ----------------------- | -- | -- | -- | -- | -- | -- | -- | -- | -- | -- | -- | -- | -- | -- |
| Águilas                 | 3  | 1  | 1  | 1  | 1  | 1  | 1  | 1  | 1  | 1  | 1  | 1  | 1  | 1  |
| Colorados S.C.          | 2  | 3  | 2  | 2  | 2  | 2  | 2  | 2  | 2  | 2  | 3  | 3  | 3  | 2  |
| San Rafael              | 6  | 4  | 3  | 4  | 3  | 4  | 4  | 3  | 3  | 3  | 2  | 2  | 2  | 3  |
| Deportivo Santo Domingo | 5  | 6  | 5  | 5  | 5  | 3  | 3  | 5  | 4  | 4  | 4  | 4  | 4  | 4  |
| Talleres                | 1  | 2  | 4  | 3  | 4  | 5  | 5  | 6  | 6  | 6  | 6  | 6  | 6  | 5  |
| Japan Auto              | 7  | 7  | 7  | 6  | 6  | 6  | 6  | 4  | 5  | 5  | 5  | 5  | 5  | 6  |
| Nacional                | 4  | 5  | 6  | 7  | 7  | 7  | 7  | 7  | 7  | 7  | 7  | 7  | 7  | 7  |
| Ramos y Ramos           | 8  | 8  | 8  | 8  | 8  | 8  | 8  | 8  | 8  | 8  | 8  | 8  | 8  | 8  |

## Resultados
| Colorados SC | 4 - 0 | Japan Auto              | Obando y Pacheco         | 5 de mayo | 15:00 |
| Nacional     | 3 - 2 | Deportivo Santo Domingo | Obando y Pacheco         | 6 de mayo | 11:00 |
| San Rafael   | 0 - 3 | Águilas                 | Jorge Chiriboga Guerrero | 6 de mayo | 14:00 |
| Talleres     | 8 - 1 | Ramos y Ramos           | Obando y Pacheco         | 6 de mayo | 15:00 |

| Deportivo Santo Domingo | 0 - 0  | Colorados SC  | Obando y Pacheco          | 12 de mayo | 11:00 |
| Japan Auto              | 0 - 0  | Talleres      | Obando y Pacheco          | 12 de mayo | 13:00 |
| Águilas                 | 12 - 2 | Ramos y Ramos | Olímpico de Santo Domingo | 12 de mayo | 15:00 |
| San Rafael              | 3 - 0  | Nacional      | Jorge Chiriboga Guerrero  | 13 de mayo | 14:00 |

| Talleres      | 2 - 5 | Deportivo Santo Domingo | Obando y Pacheco | 19 de mayo | 11:00 |
| Ramos y Ramos | 0 - 4 | San Rafael              | Obando y Pacheco | 19 de mayo | 13:00 |
| Colorados SC  | 2 - 1 | Nacional                | Obando y Pacheco | 19 de mayo | 15:00 |
| Japan Auto    | 1 - 2 | Águilas                 | Obando y Pacheco | 19 de mayo | 17:00 |

| Nacional                | 1 - 2 | Talleres      | Obando y Pacheco         | 26 de mayo | 13:00 |
| Japan Auto              | 2 - 1 | Ramos y Ramos | Obando y Pacheco         | 26 de mayo | 15:00 |
| Deportivo Santo Domingo | 2 - 4 | Águilas       | Obando y Pacheco         | 27 de mayo | 11:15 |
| San Rafael              | 0 - 0 | Colorados SC  | Jorge Chiriboga Guerrero | 27 de mayo | 14:00 |

| Japan Auto    | 0 - 0 | San Rafael              | Obando y Pacheco | 30 de mayo | 13:00 |
| Ramos y Ramos | 0 - 1 | Deportivo Santo Domingo | Obando y Pacheco | 30 de mayo | 15:00 |
| Talleres      | 0 - 2 | Colorados SC            | Obando y Pacheco | 31 de mayo | 13:00 |
| Águilas       | 2 - 0 | Nacional                | Obando y Pacheco | 31 de mayo | 15:00 |

| Deportivo Santo Domingo | 2 - 1 | Japan Auto    | Obando y Pacheco | 2 de junio | 13:00 |
| Nacional                | 0 - 3 | Ramos y Ramos | Obando y Pacheco | 2 de junio | 15:00 |
| Talleres                | 3 - 3 | San Rafael    | Obando y Pacheco | 3 de junio | 13:00 |
| Colorados SC            | 1 - 2 | Águilas       | Obando y Pacheco | 3 de junio | 15:00 |

| Ramos y Ramos | 0 - 4 | Colorados SC            | Obando y Pacheco         | 10 de junio | 13:00 |
| San Rafael    | 0 - 0 | Deportivo Santo Domingo | Jorge Chiriboga Guerrero | 10 de junio | 14:00 |
| Águilas       | 5 - 1 | Talleres                | Obando y Pacheco         | 10 de junio | 15:00 |
| Japan Auto    | 4 - 1 | Nacional                | Obando y Pacheco         | 10 de junio | 17:00 |

| Deportivo Santo Domingo | 0 - 1 | San Rafael    | Obando y Pacheco | 16 de junio | 13:00 |
| Talleres                | 0 - 4 | Águilas       | Obando y Pacheco | 16 de junio | 15:00 |
| Nacional                | 0 - 6 | Japan Auto    | Obando y Pacheco | 17 de junio | 11:00 |
| Colorados SC            | 2 - 0 | Ramos y Ramos | Obando y Pacheco | 17 de junio | 15:00 |

| Japan Auto    | 1 - 5 | Deportivo Santo Domingo | Obando y Pacheco          | 24 de junio | 13:00 |
| San Rafael    | 1 - 0 | Talleres                | Jorge Chiriboga Guerrero  | 24 de junio | 14:00 |
| Ramos y Ramos | 0 - 2 | Nacional                | Obando y Pacheco          | 24 de junio | 15:00 |
| Águilas       | 3 - 2 | Colorados SC            | Olímpico de Santo Domingo | 24 de junio | 15:00 |

| Deportivo Santo Domingo | 6 - 2 | Ramos y Ramos | Obando y Pacheco         | 30 de junio | 11:00 |
| Nacional                | 0 - 3 | Águilas       | Obando y Pacheco         | 30 de junio | 13:00 |
| Colorados SC            | 4 - 0 | Talleres      | Obando y Pacheco         | 30 de junio | 15:00 |
| San Rafael              | 4 - 1 | Japan Auto    | Jorge Chiriboga Guerrero | 1 de julio  | 14:00 |

| Águilas (C)   | 3 - 1 | Deportivo Santo Domingo | Obando y Pacheco | 3 de julio | 13:00 |
| Colorados SC  | 2 - 3 | San Rafael              | Obando y Pacheco | 3 de julio | 15:00 |
| Ramos y Ramos | 2 - 3 | Japan Auto              | Obando y Pacheco | 4 de julio | 13:00 |
| Talleres      | 3 - 0 | Nacional                | Obando y Pacheco | 4 de julio | 15:00 |

| Nacional                | 1 - 3  | Colorados SC  | Obando y Pacheco          | 7 de julio | 13:00 |
| Deportivo Santo Domingo | 3 - 0  | Talleres      | Obando y Pacheco          | 7 de julio | 15:00 |
| Águilas                 | 3 - 0  | Japan Auto    | Olímpico de Santo Domingo | 7 de julio | 15:30 |
| San Rafael              | 12 - 0 | Ramos y Ramos | Jorge Chiriboga Guerrero  | 8 de julio | 14:00 |

| Ramos y Ramos | 1 - 6 | Águilas                 | Obando y Pacheco | 10 de julio | 13:00 |
| Colorados SC  | 4 - 3 | Deportivo Santo Domingo | Obando y Pacheco | 10 de julio | 15:00 |
| Nacional      | 0 - 5 | San Rafael              | Obando y Pacheco | 11 de julio | 11:30 |
| Talleres      | 2 - 1 | Japan Auto              | Obando y Pacheco | 11 de julio | 13:30 |

| Ramos y Ramos           | 0 - 3 | Talleres     | Obando y Pacheco          | 14 de julio | 13:00 |
| Deportivo Santo Domingo | 4 - 0 | Nacional     | Obando y Pacheco          | 15 de julio | 13:00 |
| Japan Auto              | 0 - 1 | Colorados SC | Obando y Pacheco          | 15 de julio | 15:30 |
| Águilas                 | 3 - 0 | San Rafael   | Olímpico de Santo Domingo | 15 de julio | 15:30 |

## Campeón
| |
| Club Cultural y Deportivo Águilas 9.° título Clasifica a los zonales de la Segunda Categoría 2018 - También clasifica Colorados Sporting Club como vicecampeón. |